# Louis-Philippe Bérard
Pour les articles homonymes, voir Bérard.
Louis-Philippe Bérard (né le 29 octobre 1858 à Saint-Barthélemi, mort le 29 octobre 1925 à Westmount) est un avocat et homme politique québécois. Il a été conseiller législatif de 1912 à 1914.

## Biographie
Louis-Philippe Bérard fait des études en droit à l'université Laval à Montréal. Il est admis au Barreau du Québec le 7 juillet 1887. Il est nommé conseiller législatif de la division de Lanaudière le 30 octobre 1912. Il est affilié au Parti libéral. Il est forcé de démissionner moins de deux ans plus tard, le 28 janvier 1914, alors qu'il trempe dans l'affaire Mousseau-Bérard-Bergevin. Il est reconnu coupable, par un comité législatif, d'avoir accepté des sommes d'argent contre l'adoption d'un projet de loi privé visant à donner des avantages à une compagnie. Il retourna alors à la pratique privée.
Il décède à Westmount le 29 octobre 1925.